# Kota Marudu (district)
Kota Marudu is een district in de Maleisische deelstaat Sabah.
Het district telt 68.000 inwoners op een oppervlakte van 1900 km².